# Eulalia fimbriata
Eulalia fimbriata är en gräsart som först beskrevs av Eduard Hackel, och fick sitt nu gällande namn av Carl Ernst Otto Kuntze. Eulalia fimbriata ingår i släktet Eulalia och familjen gräs. Inga underarter finns listade i Catalogue of Life.